# Тексаски блус
Тексаски блус е поджанр на блус музиката. Има разнообразно звучене, но във всяко се усеща по-силното влияние на суинг музиката от колкото в други блус стилове.
Тексаския блус се развива на основата на чикагския блус, особено що се отнася до употребата на електрическа китара. Музиканти като Стиви Рей Вон допринасят като включват различни видове китарни звуци като южна слайд китара и различни блус и джаз мелодии. Важно място заемат китарните сола.

## История
Тексаския блус започва да възниква в началото на 1900-те сред афроамериканците, които работят на нефтени находища, ранчо и сечища. През 20-те Слепия Лемон Джеферсън обновява стила като включва импровизации вдъхновени от джаза и акомпанимент на една струна на китара. Влиянието на Джеферсън е решаващо за стила и той е вдъхновил последвали изпълнители като Лайтнинг Хопкинс и Ти Боун Уокър. По време на Голямата депресия през 30-те много блусмени се преселват в градове като Галвестън, Хюстън и Далас. От тези градски центрове се ражда новото поколение музиканти включително слайд китариста и госпел певец Слепия Уили Джонсън и легендарната певица Биг Мама Торнтън. През 40-те Ти Боун Уокър се мести в Лос Анджелис, къде записва най-влиятелните си албуми. Неговите R&B фон и имитираща саксофон слайд китара стават важна част от електрическия блус, който ще бъде усъвършенстван в Чикаго от музиканти като Мъди Уотърс. Звукозаписната Р&Б индустрията по това време е концентрирана в Хюстън с лейбъли като Пийкок рекърдс, които през 50-те осигуряват основа за музиканти, които по-късно ще преминат към електрическото тексаско блус звучене, включително Джони Копланд и Алърт Колинс. Фреди Кинг, който е един от основните стълбове в електрическия блус, е роден в Тексас, но се мести в Чикаго като тийнейджър. Инструменталната „Hide Away“ (1961) е подражавана от много изпълнители на британски блус, включително и Ерик Клептън.
В края на 60-те и началото на 70-те тексаската електрическа блус сцена е в разцвета си. Тя е силно повлияна от кънтри и блус рок музиката в клубовете в Остин (Тексас). Все повече се използват клавишни и духови инструменти, но в паузите на електрическата китара, за да я подчертаят. Най-известните музиканти от този район са Джони и Едгар Уинтър, които смесват традиционния и южняшкия стил. През 70-те Джими Вон сформира The Fabulous Thunderbirds и през 80-те неговия брат Стиви Рей Вон пробива в класациите с виртуозното си свирене. Същото правят и ZZ Top с тяхната запазена марка южняшки рок.

## Известни изпълнители
- Алърт Колинс
- The Fabulous Thunderbirds
- Лайнтинг Хопкинс
- Слепия Лемон Джеферсън
- Били Гибънс
- Фреди Кинг
- Lead belly
- Манс Липском
- Дебърт Маклинтън
- Джо Пълъм
- Дейвид Кърни (Гитар Шорти)
- Биг Мама Торнтън
- Лони Мак
- Джими Вон
- Стиви Рей Вон
- Ти Боун Уокър
- Джони Уинтър
- Смоукин Джо Кюбек
- Пии Уии Крейтън
- ZZ Top

|  | Тази страница частично или изцяло представлява превод на страницата Texas blues в Уикипедия на английски. Оригиналният текст, както и този превод, са защитени от Лиценза „Криейтив Комънс – Признание – Споделяне на споделеното“, а за съдържание, създадено преди юни 2009 година – от Лиценза за свободна документация на ГНУ. Прегледайте историята на редакциите на оригиналната страница, както и на преводната страница, за да видите списъка на съавторите. ВАЖНО: Този шаблон се отнася единствено до авторските права върху съдържанието на статията. Добавянето му не отменя изискването да се посочват конкретни източници на твърденията, които да бъдат благонадеждни. |